# シタバチ
シタバチは膜翅目（ハチ目）ミツバチ科ミツバチ亜科シタバチ族（Euglossini）に分類される昆虫の総称。

## 概要
メス成虫が後脚脛節に花粉籠をもつことから、ミツバチ、ハリナシバチ、マルハナバチたちの一群とされた。
花から蜜を吸うための口器が長く目立つことから和名ではシタバチと呼ばれ、英語ではランの花との共生関係に着目して orchid bee と呼ばれる。中米および南米から5属約250種が知られている。
体長1.5〜2センチメートル。身体は複眼以外のほぼ全身が緑や青、金色等に輝く種と、マルハナバチによく似た、黒い毛で被われ白や橙色の帯模様を持つ種がいる。オス成虫もメスのような太く特殊化した後脛節を持ち、花などから採取した化学物質を貯蔵し性フェロモンとして生成、利用する。アメリカのフロリダ州南部にEuglossa dilemma（当初E. viridissimaと誤同定されていた）が侵入、定着した。この地域には原産地で共生関係のある種類のランが生育していないにもかかわらず生息できていることから、E. dilemmaは他の植物から必要な化合物を摂取しており、必ずしも共生ランを必要としないことが判明した。営巣習性は種により様々で、単独性から最も単純な社会性まで見られる。また自分では巣を作らず、他の種に労働寄生する種もいる。

## 分類
Euglossa
Eufriesea
Eulaema
Exaerete　
　EulaemaとEufrieseaへの労働寄生
Aglae　　
　Eulaemaに労働寄生
†Paleoeuglossa
　2000-3000万年前の琥珀化石 